# BBÖ řada 1100
Řady 1100 a 1100.1 BBÖ byly rychlíkovými lokomotivami Österreichischen Bundesbahnen – tehdy BBÖ. Svou konstrukcí patřily k typu krokodýl.

## Vznik a vývoj
BBÖ objednala nové elektrické lokomotivy pro provoz na sklonově náročné Arlberské dráze. Na počátku 20. let neměl spojnicový pohon žádnou použitelnou alternativu, proto byl zvolen i v tomto případě. Bylo rozhodnuto zkonstruovat lokomotivy podle vzoru švýcarských lokomotiv řady Ce 6/8II. V porovnání se svým vzorem měly jednodušeji řešený pohon – z jalového hřídele s osou téměř v rovině os náprav vycházely spojnice k 1. a 2. hnacímu dvojkolí, 3. hnací dvojkolí pak bylo spojnicemi spojeno s druhým.
Prvních sedm lokomotiv řady 1100 dodaly firmy Brown Boveri & Cie (elektrickou část) a Lokomotivfabrik Floridsdorf (mechanickou část) v letech 1923 – 24, dalších devět lokomotiv řady 1100.1 následovalo v letech 1925 – 26. Lokomotivy druhé série byly výkonnější a o něco těžší. Ačkoliv byly velmi podobné švýcarským krokodýlům, dostaly zpočátku přezdívku Tatzelwurm – stonožka.

## Provoz
Lokomotivy byly zprvu deponovány v Innsbrucku, později i v Salcburku, odkud byly nasazovány na arlberskou i taurskou dráhu. Lokomotivy se velmi osvědčily. Z údolních tratí byly časem vytlačeny řadou 1670. Po obsazení Rakouska v roce 1938 převzaly Deutsche Reichsbahn všechny lokomotivy do svého stavu a přeznačily na řadu E 89, resp. E 89.1. Během války byla E 89.001 po nehodě v červnu 1943 zrušena a E 89.007 padla v prosinci 1943 za oběť bombardování. Ostatní lokomotivy byly z horských tratí vytlačeny podstatně výkonnějšími novými lokomotivami řady E 94.
Po válce se nacházely E 89.002 a 006 ve Švýcarsku. Zde byly opraveny a v období březen 1946 – únor 1948 nasazovány do provozu. Do roku 1950 se v Rakousku podařilo opravit E 89.001 s použitím dílů z E 89.007. S dodávkami nových lokomotiv se jejich působiště přesouvalo na východ po Západní dráze. V roce 1953 došlo k přeznačení na řady 1089, resp. 1189. Od roku 1969 byly všechny soustředěny v depu Attnang-Puchheim, s výjimkou 1089.03, která byla zrušena již v dubnu 1968. Lokomotivy byly nasazovány na trať do Stainachu-Irdningu, která nedovoluje vysoké rychlosti. V 70. letech ještě dostala 1189.02 nový oranžový nátěr a pak již začalo vyřazování. Poslední výkon odvedla 23. listopadu 1979 lokomotiva 1189.05. K jejich vyřazení přispěla i nutnost dvoumužné obsluhy z důvodu nutnosti domazávání kluzných částí během provozu.

## Zachované stroje
- 1189.02 – nyní 1100.102, provozuschopná
- 1089.06 – Auto- und Technikmuseum Sinsheim
- 1189.05 – Železniční muzeum ve Strasshofu
- 1189.09 – od otevření nákladového nádraží ve Wolfurtu (1983) jako pomník bez motorů před celní budovou, nyní obec Wolfurt trvale zapůjčila lokomotivu Železničnímu a hornickému muzeu v Ampflwangu.